# Blanker Hans

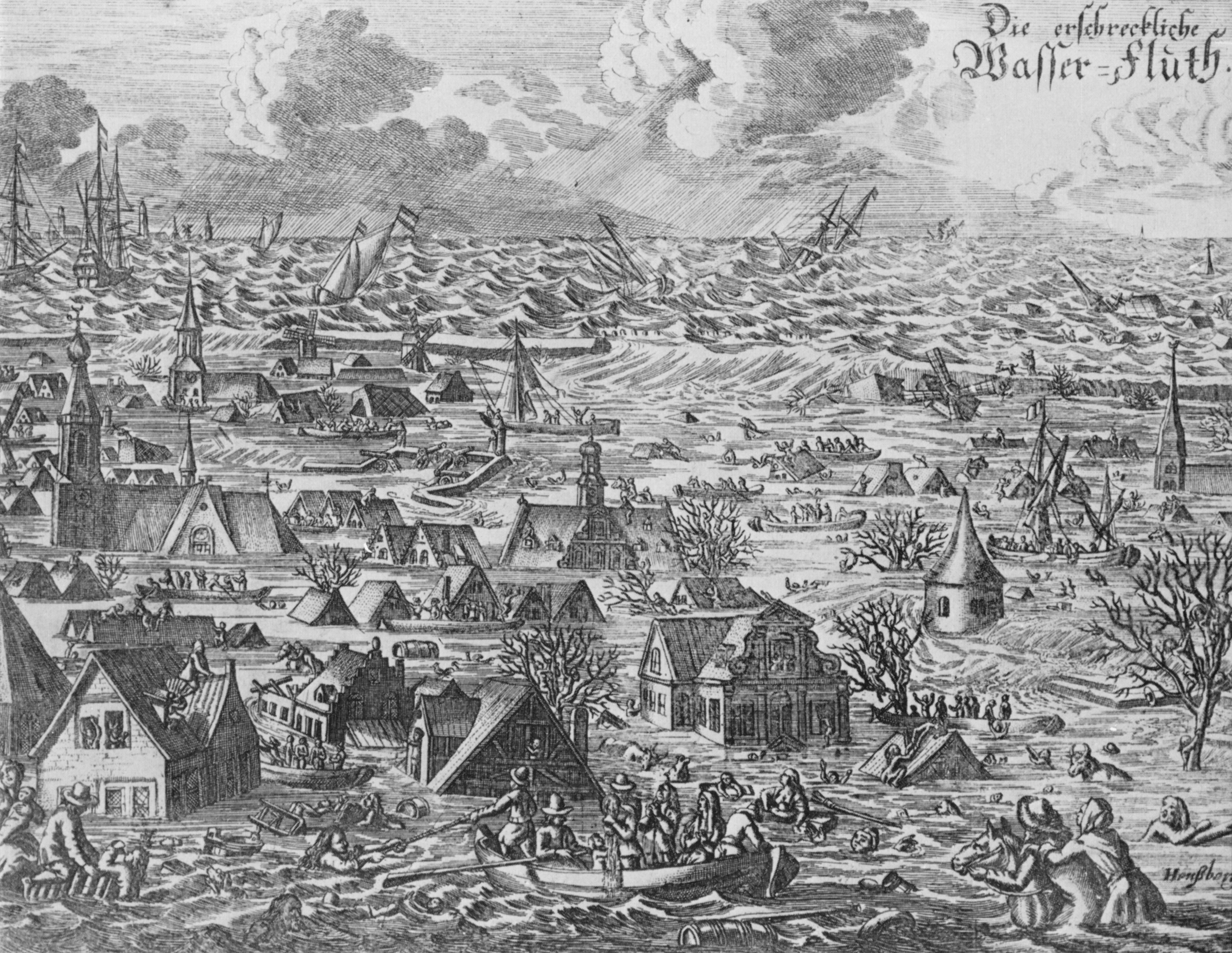
Die erschreckliche Wasser-Fluth, zeitgenössischer Kupferstich der Burchardiflut 1634

Blanker Hans ist eine bildhafte Bezeichnung für die tobende Nordsee bei Sturmfluten. Davon abgeleitet werden auch orkanartige Stürme über der Nordsee und anderen Seegebieten so bezeichnet.

## Begriffsherkunft und Verwendung

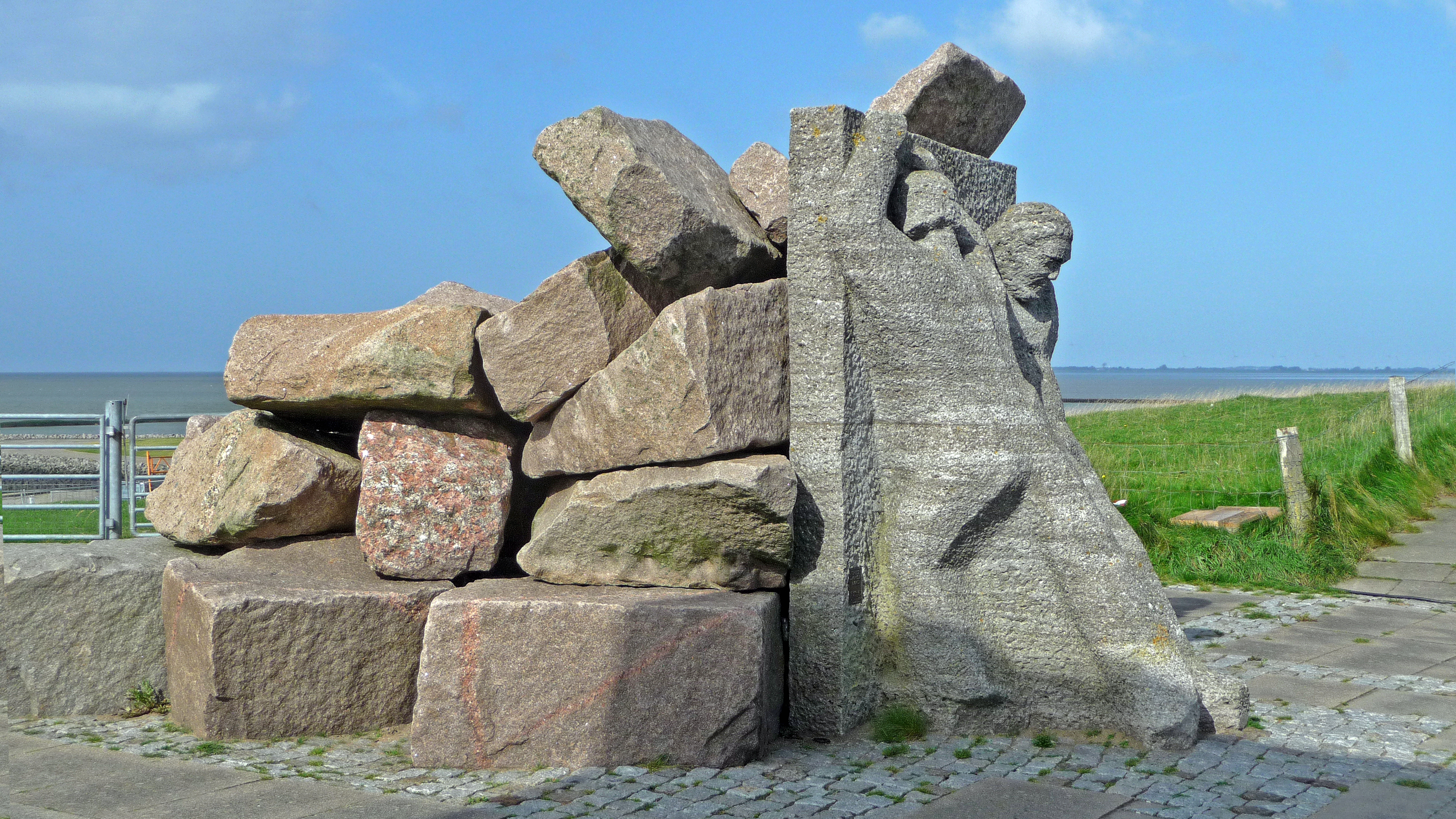
„Trutz Blanker Hans“ – Deicharbeiterdenkmal in Meldorf, Schleswig-Holstein

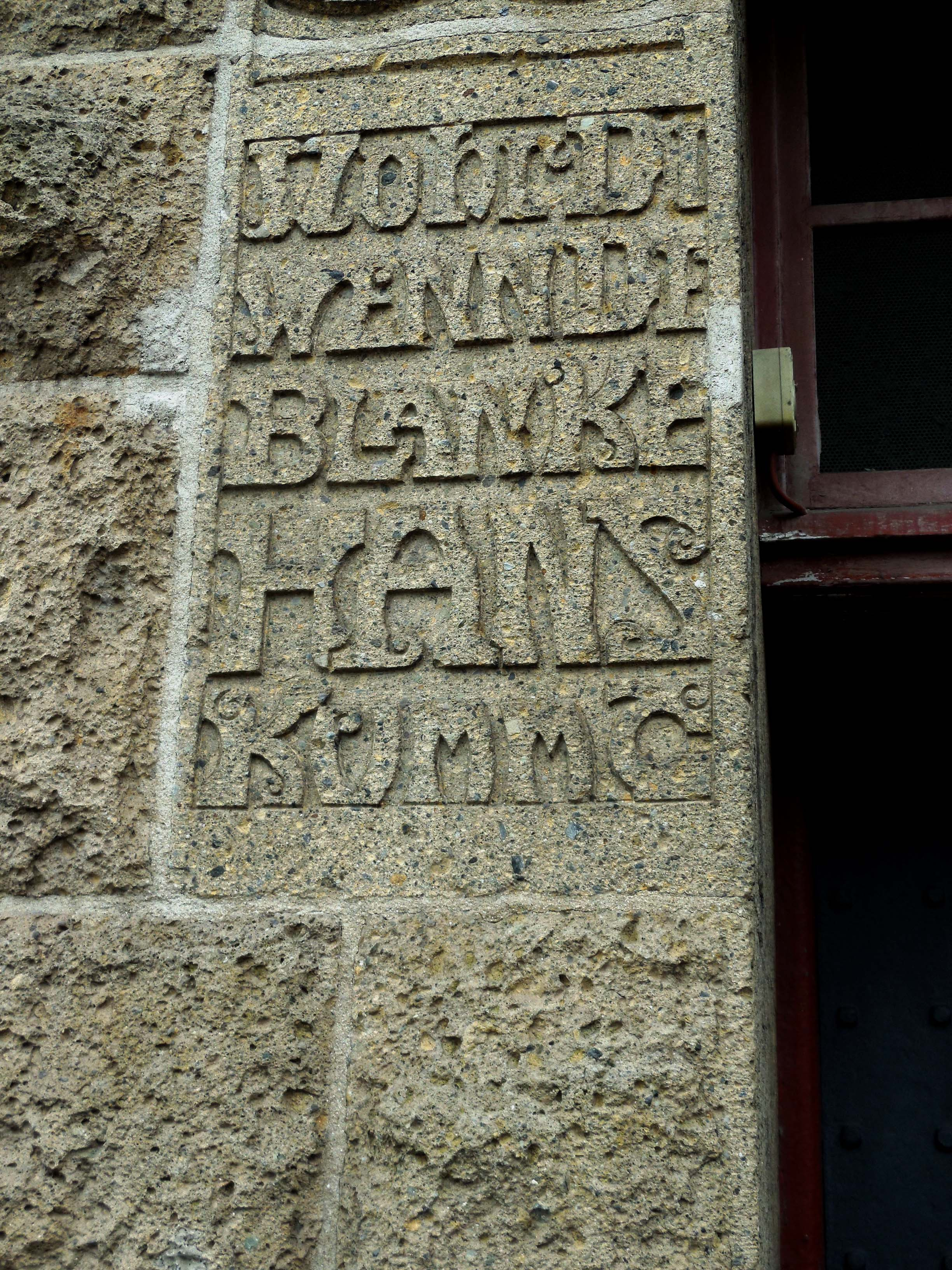
Relief am Pegelturm der Hamburger Landungsbrücken: „Wohr Di, wenn de Blanke Hans kummt“ (= Hüte dich, wenn der Blanke Hans kommt)

Die sprachliche Herkunft des Namens ist ungeklärt; eine Vermutung leitet ihn von der Bezeichnung der Gischt als blank („weiß“) her. Auch der Linguist Gerhard Bauer sieht (ohne Spezifizierung) im Ausdruck ein Phänonym, also einen von der Erscheinung abgeleiteten Namen. Der Germanist Henning von Gadow schließt eine Personifizierung nicht aus, deren Bezug er nicht näher bestimmt, während der Duden-Redakteur Rudolf Köster allgemein den Vornamen „Hans“ als Herkunft angibt. Der Ethnologe Bernd Rieken hat eine weitere Deutung aufgestellt, nach der blank hier „entblößt“ oder „nackt“ bedeutet und Hans als Allerweltsname zu verstehen ist, „blanker Hans“ demnach pejorativ „etwas Nacktes und gänzlich Durchschnittliches“ bezeichne.
Der Chronist Anton Heimreich führte den Ausdruck in seiner Nordfriesischen Chronik 1666 auf den Deichgrafen von Risum zurück, der nach Fertigstellung eines neuen Deiches der Nordsee herausfordernd „Trotz nun blanke Hans“ entgegengerufen haben soll. Kurze Zeit später brach der Deich bei der Burchardiflut im Oktober 1634.
Der in Kiel geborene Lyriker Detlev von Liliencron machte den Namen in seiner Ballade Trutz, blanke Hans allgemein bekannt. Der „Blanke Hans“ wurde künstlerisch vielfach verarbeitet, darunter in gleichnamigen Gemälden von Hans Peter Feddersen (1902) und Hans Hartig (1912).

## Namensentlehnung
Nach der Sturmflut 1962 wurde im Bremer Stadtteil Huchting eine Grünanlage sowie eine dort befindliche Straße in der Siedlung für die Flutgeschädigten „Blanker Hans“ genannt. An der Straße liegt ein gleichnamiges Kinder- und Jugendzentrum. In Büsum an der Westküste Schleswig-Holsteins gab es von April 2006 bis zum 31. Dezember 2015 die Veranstaltung Sturmflutenwelt „Blanker Hans“. Es handelte sich um eine Dauerausstellung mit multimedialen Elementen in einem eigenen Gebäude mit begleitenden Veranstaltungen zu verschiedenen Themen, die mit der Nordsee zusammenhängen.